# 布德基 (奧列夫斯克區)
51°17′13″N 27°37′10″E / 51.28694°N 27.61944°E
布德基（烏克蘭語：Будки），是烏克蘭北部的村莊，隸屬日托米爾州的科羅斯滕區。該村始建於1545年，面積0.78平方公里，海拔高度202米，2001年人口284。